# アドラール県
アドラール県（英語:Adrar アラビア語: ولاية أدرار）はアルジェリアの県の一つである。県都はアドラール。西はティンドゥフ県、ベニ・アッベス県、北はティミムン県東はイン・サラー県、タマンラセット県、西をモーリタニアと接する。なおボルジュ・バジ・モウタール県の西の県境は、アルジェリア・モーリタニア・マリ共和国の三国国境となっている。
かつてはアルジェリア中西部から最南端までの約44万平方キロメートル（国土の15パーセント）を領域としたが、2019年12月に北部の4郡がティミムン県として、南部の1郡がボルジュ・バジ・モウタール県として分離。面積・人口が共に半分近く減少し、マリ共和国とは三国国境のみ接するようになった。
6つの郡と16の基礎自治体から成る。